# Ella Pamfilova
Ella Aleksandrovna Pamfilova (en russe : Элла Александровна Памфилова), née le 12 septembre 1953 à Almalyk (république socialiste soviétique d'Ouzbékistan, URSS), est une femme politique russe. Au début des années 1990, elle est ministre des Affaires sociales. Candidate à la présidence de la fédération de Russie en 2000, elle est présidente du Conseil consultatif des droits de l'homme entre 2004 et 2010, déléguée aux droits de l'homme de la Douma, auprès du président, entre 2014 et 2016 et députée de la Douma de 1993 à 1999.

## Biographie
Après avoir été diplômée de l'Institut de génie énergétique de Moscou en 1976, elle commence sa carrière comme ingénieure, à Moscou. Elle devient ensuite députée du peuple de l'URSS et membre du Soviet suprême de l'Union soviétique en 1989-1990.
De 1991 à 1994, elle est ministre des Affaires sociales, sous la présidence de Boris Eltsine. Elle est députée à la Douma pendant deux mandats : 1993-1995 et 1995-1999.
En 2000, elle est la première femme à se présenter comme candidate dans une campagne présidentielle russe, voulant « perturber cette assemblée de garçons ». Toutefois, elle doit faire face à la concurrence de Grigori Iavlinski, dirigeant du Parti démocratique russe Iabloko, sollicitant tous deux l'électorat libéral. Elle ne recueille que 1,4 % des voix, et se rallie à Vladimir Poutine.
En 2004, elle devient présidente d'un Conseil consultatif des droits de l'homme mis en place par Vladimir Poutine. Elle fait preuve dans cette fonction d'une liberté de ton par rapport au pouvoir.
En octobre 2009, le Conseil consultatif des droits de l'homme dénonce la « campagne de haine » contre le journaliste Aleksandr Podrabinek. Podrabinek avait critiqué un groupe d'anciens combattants de la Seconde Guerre mondiale qui avait obtenu le renommage du restaurant « Anti-Sovietskaïa » car ils trouvaient le nom choquant. Podrabinek avait été condamné pour avoir traité les anciens combattants de « criminels » et de « gardiens de camps » staliniens. Le Conseil dénonce aussi les tentatives d'intimidation des Nachi à l'égard de Podrabinek (manifestations devant chez lui, demande qu'il quitte le pays…). Le parti Russie unie demande alors des excuses de la part de Pamfilova et certains membres du parti à la Douma, tel Robert Chlegel, demandent même sa démission,.
En novembre 2009, elle qualifie ainsi de meurtre la mort de l'homme d'affaires Sergueï Magnitski en prison, déclarant que « la mort subite en centre de détention est presque devenue une maladie professionnelle pour les entrepreneurs russes ». Elle démissionne en 2010, au lendemain de la promulgation par Dmitri Medvedev d'une loi qui étend les pouvoirs des services spéciaux.
Le 18 mars 2014, elle devient déléguée aux droits de l'homme de la Douma, auprès du président, succédant à Vladimir Loukine. Elle quitte le poste en 2016, remplacée par Tatiana Moskalkova, pour prendre la tête de la Commission électorale où elle fait progressivement en sorte de mettre l'appareil électoral de la Russie au service de Valdimir Poutine, facilitant les fraudes et masquant les bourrages d'urnes. En 2019, Ella Pamfilova est accusée par Alexeï Navalny de couvrir la fraude institutionnelle lors des élections à la Douma de Moscou. Le 23 décembre 2023, après le rejet de la candidature pacifiste d'Ekaterina Dountsova par la Commission électorale pour « erreurs dans des documents », Ella Pamfilova lui déclare : « Vous êtes une jeune femme, vous avez la vie devant vous ». 

## Décorations
- Ordre de l'Honneur
- Ordre du Mérite pour la Patrie - 4e classe
- Médaille de l'ordre du Mérite pour la Patrie, 1er degré
- Médaille commémorative du 850e anniversaire de Moscou